# Jérôme Prior
Jérôme Prior (Tolone, 8 agosto 1995) è un calciatore francese, portiere del Livingston.

## Carriera
Cresciuto nelle giovanili del Bordeaux, ha esordito con la prima squadra il 15 agosto nel corso del match pareggiato 1-1 contro il Saint-Étienne.

## Statistiche

### Presenze e reti nei club
Statistiche aggiornate al 26 maggio 2017.
| Stagione        | Squadra         | Campionato      | Campionato | Campionato | Coppe nazionali | Coppe nazionali | Coppe nazionali | Coppe continentali | Coppe continentali | Coppe continentali | Altre coppe | Altre coppe | Altre coppe | Totale | Totale |
| Stagione        | Squadra         | Comp            | Pres       | Reti       | Comp            | Pres            | Reti            | Comp               | Pres               | Reti               | Comp        | Pres        | Reti        | Pres   | Reti   |
| --------------- | --------------- | --------------- | ---------- | ---------- | --------------- | --------------- | --------------- | ------------------ | ------------------ | ------------------ | ----------- | ----------- | ----------- | ------ | ------ |
| 2015-2016       | Bordeaux        | L1              | 13         | -10        | CF+CdL          | 3+1             | -5 + -7         | UEL                | 3                  | -4                 | -           | -           | -           | 20     | -26    |
| 2016-2017       | Bordeaux        | L1              | 14         | -21        | CF+CdL          | 1+4             | 0 + -8          |                    | -                  | -                  | -           | -           | -           | 19     | -29    |
| Totale Bordeaux | Totale Bordeaux | Totale Bordeaux | 27         | -31        |                 | 9               | -20             |                    | 3                  | -4                 |             | -           | -           | 39     | -55    |
| Totale carriera | Totale carriera | Totale carriera | 27         | -31        |                 | 9               | -20             |                    | 3                  | -4                 |             | -           | -           | 39     | -55    |

## Palmarès

### Club

#### Competizioni nazionali
- Scottish Challenge Cup: 1

Livingston: 2024-2025